# Соснова-Дембова
Соснова-Дембова (пол. Sosnowa-Dębowa) — село в Польщі, у гміні Комарув-Осада Замойського повіту Люблінського воєводства.
Населення — 102 особи (2011).
У 1975-1998 роках село належало до Замойського воєводства.

## Демографія
Демографічна структура станом на 31 березня 2011 року:
|          | Загалом | Допрацездатний вік | Працездатний вік | Постпрацездатний вік |
| -------- | ------- | ------------------ | ---------------- | -------------------- |
| Чоловіки | 55      | 5                  | 39               | 11                   |
| Жінки    | 47      | 3                  | 28               | 16                   |
| Разом    | 102     | 8                  | 67               | 27                   |